# Jan Basta (mieszczanin)
Jan Basta (znany także jako Jan Baszta, ur. w XV wieku w Żywcu(?), zm. XVI w.) – mieszczanin żywiecki, twórca słynnego mostu na Dnieprze.
Nie jest oczywiste, czy Basta urodził się w Żywcu, czy przeniósł się doń z innego miejsca pochodzenia.  Przed 1514 rokiem trudnił się handlem drewnem, spławiając je Sołą i Wisłą do Krakowa. 

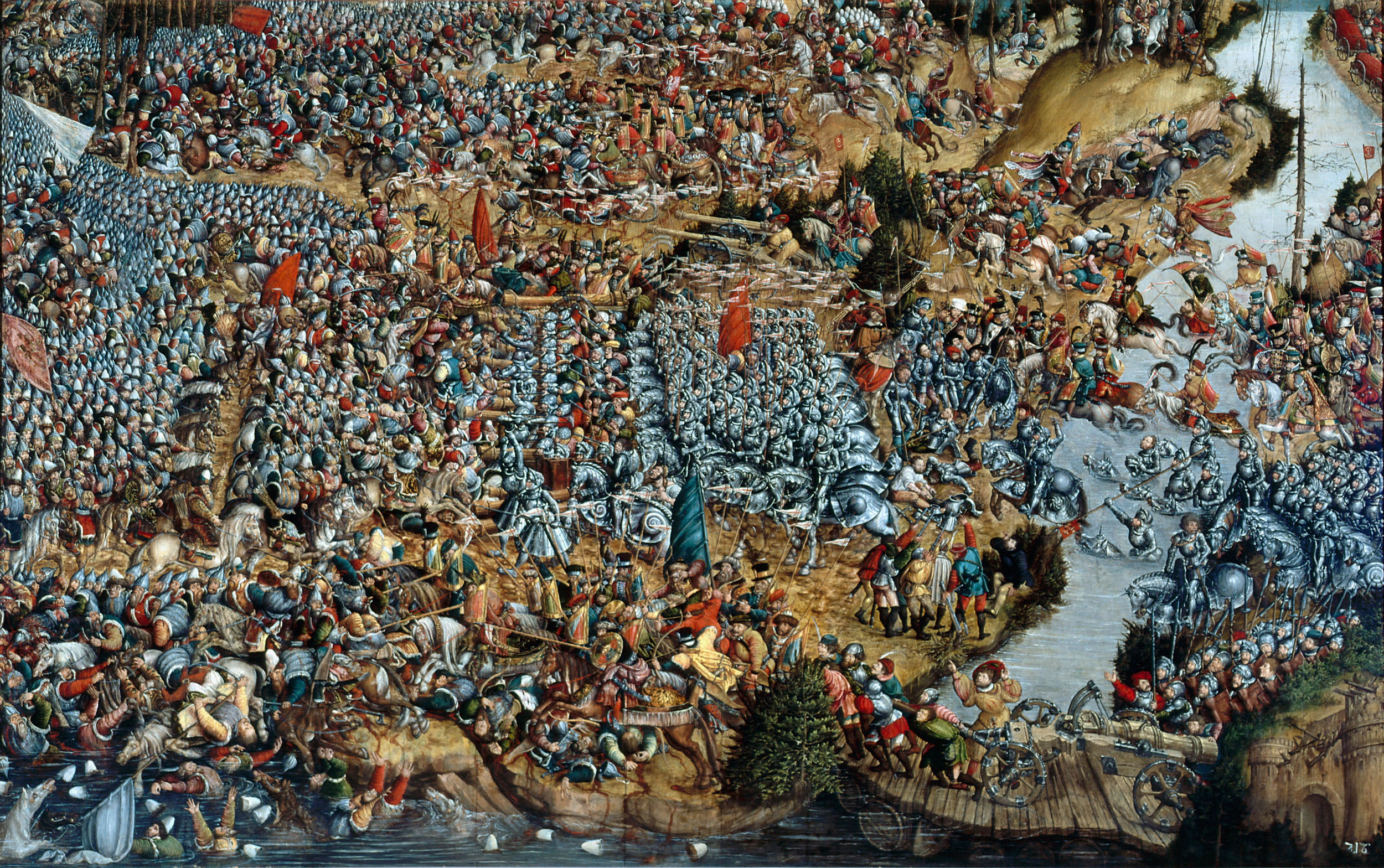
Bitwa pod Orszą. W prawym dolnym rogu obrazu most pontonowy Jana Basty

 W czasie wojny litewsko-moskiewskiej, postawił w 1514 r., drewniany most na pływakach z beczek na Dnieprze pod Orszą. Po moście jego projektu przeszły wraz z artylerią wojska litewsko-polskie, dowodzone przez  hetmana Konstantego Ostrogskiego. Bitwa pod Orszą zakończyła się szybkim sukcesem wojsk polskich.
Król Zygmunt I pismem z Wilna datowanym 27 października 1514 roku. w uznaniu zasługi zwolnił go na okres trzech lat od opłat, pobieranych od flisaków, spławiających drzewo po Wiśle. Wygląd mostu znany jest z zachowanego z tego okresu, obrazu olejnego znajdującego się obecnie w Muzeum Narodowym w Warszawie.
Jan Basta prawdopodobnie brał udział także w kampanii lat 1519–1521.